# Las Palmas, Chaco
Las Palmas, Chaco es una película documental de Argentina filmada en colores dirigida por Alejandro Fernández Mouján sobre su propio guion escrito según su propia investigación que se estrenó el 17 de octubre de 2002. 

## Exhibiciones
El filme fue exhibido en septiembre de 2002 en el Festival Internacional Tres Continentes del Documental. Selección “Muestra Competitiva Internacional”, en el International Documentary Filmfestival Ámsterdam de 2002, en la IV Muestra Internacional Documental realizada en Bogotá en 2002, en el 15èmes Rencontres Cinémas d’Amérique Latine de Toulouse Francia, en 2003, en las Visions du Réel, Nyon, Suiza, “Séances Spéciales”  de 2003. en el Festival Internacional de Cine Pobre, Cuba, 2003 y en el XXI Festival Cinematográfico Internacional del Uruguay 2003.

## Antecedentes
Las Palmas es una localidad del centro-este de la provincia del Chaco, Argentina, en el departamento Bermejo. Se encuentra junto a la localidad de La Leonesa, con la cual conforman un aglomerado urbano único denominado La Leonesa - Las Palmas.
Tuvo inicios promisorios por la instalación en el lugar del ingenio Las Palmas de los hermanos Hardy. Gracias a este establecimiento el joven pueblo se convirtió a fines del siglo XIX en la primera localidad en tener red de energía eléctrica en la Argentina. El proceso de quiebra del ingenio -que comenzó en 1971 y finalizó con el remate de las propiedades en 1993- supuso la eliminación de la principal fuente de trabajo de la localidad, tras lo cual se han intentado numerosos planes de reconversión en la zona, incluyendo un régimen de promoción industrial. Sin embargo, ninguno de estos ha logrado sacar a Las Palmas de su precaria situación. desde el cual se embarcará fundamentalmente la producción arrocera de la zona. Cuenta con 4,914 habitantes (Indec, 2010), lo que representa un descenso del 9,6% frente a los 5,434 habitantes (Indec, 2001) del censo anterior. En el municipio el total ascendía a los 6,593 habitantes (Indec, 2001).

## Sinopsis
El ingenio Las Palmas, su cierre en 1991, los trabajadores que ven el abandono de su único medio de vida y la lucha por la subsistencia.

## Comentarios
Adolfo C. Martínez en La Nación escribió:

”…posee el valor de lo verdadeo y de lo cálido. Hay en él, sin embargo, bastante metraje de más, ya que sin duda lo que aquí se relata debía concentrarse en menos reiteraciones y adquirir más ritmo que deje de lado escenas y diálogos que cae en la monotonía”.

Alejandro Winograd en El Amante del Cine opinó:

”Mouján se niega a caer en el lugar común de que todas las historias son la misma historia. Y se demora tanto como sea necesario en cada uno de los protagonistas”.